# Цыпин, Георгий Львович
Гео́ргий Цы́пин (англ. George Tsypin; род. 31 декабря 1954, Казахская ССР) — советский и американский художник-постановщик, сценограф, архитектор и скульптор. Художник-постановщик и соавтор сценария церемонии открытия зимних Олимпийских игр 2014.

## Биография
Родился в семье бывших политзаключённых.
В 1977 году окончил Московский архитектурный институт и в этом же году получил II премию международного конкурса «Театр для будущих поколений» в Париже. С 1979 года живёт и работает в Нью-Йорке. В 1984 году окончил отделение сценографии Нью-Йоркского университета.

## Творчество
Среди работ Георгия Цыпина — выставки и инсталляции, театральные и оперные постановки, оформление концертов, фильмов и телевизионных программ.
Работал в крупнейших оперных театрах мира, оформлял спектакли в нью-йоркском театре «Метрополитен-опера», Парижской национальной опере, миланском театре «Ла Скала», «Ковент-Гардене», на Зальцбургском фестивале. Его первая персональная выставка скульптуры с успехом прошла в 1991 году в галерее «Твайнинг» в Нью-Йорке.
Сотрудничал с режиссёрами Джулией Таймор, Питером Селларсом, Чжан Имоу, Пьером Ауди, Андреем Кончаловским; композиторами Филлипом Глассом, Джоном Адамсом, Кайя Саариахо; дирижерами Даниэлем Баренбоймом, Сейджи Озава и Валерием Гергиевым.
Его первая персональная выставка скульптур с успехом прошла в 1992 году в галерее Твайнинг в Нью-Йорке. В 2000 году был автором крупной выставки в Англии под названием «Планета Земля» приуроченной к смене тысячелетий и которая включала инсталляцию из движущихся архитектурных элементов и более чем двухсот скульптур. В 2002 году работы Георгия были представлены на Венецианской биеннале. Цыпин был художником-постановщиком диснеевской «Русалочки» и «Человека-паука» на Бродвее. За последнюю постановку он был номинирован на высшую театральную награду «Тони».
В настоящее время Цыпин работает над проектом карусели на территории Нью-Йоркского торгового центра (бывших «Близнецов»).
Вместе с режиссёром Андреем Болтенко и продюсером Константином Эрнстом поставил церемонию открытия зимних Олимпийских игр 2014

## Семья
- Живёт в Нью-Йорке с женой и двумя дочерьми — Алли (англ. Allie Avital Tsypin, режиссёр музыкальных клипов)[13] и Соней (англ. Sonja Tsypin, студентка Bard College)[14].